# Dorothy Howell
Dorothy Gertrude Howell, née le 25 février 1898 à Birmingham et morte le 12 janvier 1982 à Malvern, est une compositrice et pianiste anglaise.

## Biographie
Howell nait le 25 février 1888 à Birmingham. Elle grandit à Handsworth et est scolarisée dans un couvent. Ses premières œuvres sont publiées en 1911 mais son père, organiste amateur et chef de chœur, décourage toute publicité. Elle prend des cours particuliers de composition avec Granville Bantock avant de rentrer à la Royal Academy of Music,  en 1913 à âge de 15 ans. Elle y étudie avec John McEwen pour la composition, avec Gladys Chester pour le violon, avec John Blackwood McEwen et avec Percy Waller et Tobias Matthay pour le piano,.
La plupart de ses premières œuvres sont pour piano.
Elle fait ses débuts de pianiste en mars 1919 lors d'un récital à l'Aeolian Hall où elle joue Five Studies et Humoresque.
Howell devient célèbre avec son poème symphonique Lamia (inspiré du poème de Keats ) que Sir Henry Wood crée lors des Proms le 10 septembre 1919. La pièce a un tel succès que Lamia sera joué cinq fois la même saison. Il dirige de nouveau Lamia lors des saisons des Proms 1921, 1923, 1924, 1926, 1930 et 1940 mais les années suivantes Lamia est négligée, jusqu'à sa renaissance lors de la saison 2010 des Proms,,. Lors des Proms 2019 Lamia est joué pour son centenaire. Howell dédie Lamia sur sa publication de 1921 à Wood.
Parmi d'autres compositions de Howell, Wood a dirigé Koong Shee en 1921, son concerto pour piano en 1923 et 1927 avec la compositrice elle-même au piano et The Rock en 1928. Il devait diriger la première représentation des Three Divertissements en 1940, mais le concert fut annulé à cause du Blitz.
Howell remporte le prix Cobbett en 1921 pour sa Phantasy pour violon et piano
Wood tente de recruter Howell dans sa classe de direction d'orchestre à la Royal Academy of Music (RAM) en 1923, mais elle devient enseignante d'harmonie et de contrepoint à la RAM en 1924,. Pendant la Seconde Guerre mondiale, elle sert dans la Women's Land Army.
Elle continue à composer mais elle n'atteindra jamais la renommée dans la vie musicale anglaise qui lui avait été prédit dans les années 1920. En 1928, Ethel Smyth se plaignait qu'elle n'apparaisse pas dans la nouvelle édition du Grove's Dictionnary.
Three Divertissements, la dernière œuvre orchestrale connue de Howell, n'est créée que lors du festival Elgar de 1950 à Malvern.
Elle enseigne au Conservatoire royal de Birmingham (en) de 1950 à 1957. Elle prend sa retraite de la RAM en 1970, et après sa retraite, continue à donner des cours privés.
La plupart de la musique qu'elle compose ses dernières années est liturgique : Missa Simplex (1960), A simple Mass for the People (1965) An English Mass for Ampleforth (1967) et A Short English Mass for Congregation (1967).
En 1971 elle est élue membre de la Royal Philharmonic Society.
Elle meurt le 12 janvier 1982 à Malvern, à l'âge de 83 ans,.
Howell a entretenu la tombe de Sir Edward Elgar pendant plusieurs années et elle est elle-même enterrée près d'Elgar.
Elle était surnommée de son vivant la « Strauss anglaise » (English Strauss).

## Œuvres
| - Sonate pour piano (1916) - Lamia (1918, poème symphonique) - Danse grotesque (1919, pour orchestre) - Two Dances (1920, pour orchestre) - Humoresque (1921, pour orchestre) - Koong Shee (1921, révisé en 1933, pour orchestre) - Minuet (1923 for orchestra) - Concerto pour pianoforte (1923) - Two Pieces for Muted Strings (1926) | - The Moorings pour violon et piano - Phantasy pour violon et piano - Three Preludes pour piano - The Rock (1928, pour orchestre) - Fanfare (composé pour le Musicians' Benevolent Fund) - Three Divertissements - Sonate pour violon (1947) - Sonate pour piano (1955) |